# Pavol Čaplovič
Pavol Čaplovič (Nagyfalu, 1917. március 7. – Árvaváralja, 1994. június 5.) tanár, régész.

## Élete
Jozef Čaplovič (1880-1941) és Zuzana Cimráková hatodik gyermekeként született. Iskoláit Nagyfaluban és Alsókubinban járta. Már ebben az időben fényképezésre, rádiózásra és "régészkedésre" szánta szabadidejét. Már 1932-ben segédkezett az Alsókubini ásatásokon, melyet Anton Kocian professzor vezetett. Ekkor került ösztöndíjjal a pozsonyi kereskedelmi magániskolába, majd a turócszentmártoni állami iskolában folytatta tanulmányait, amelyet 1936-ban fejezett be. Ezek után 1936-1940 között az iglói pedagógiai intézetben végzett, ahol általános iskolai tanári képesítést szerzett. 1950-ben a zsolnai pedagógiai intézetet is kijárta.
Előbb Alsókubinon mint tanár, majd a nyitrai Régészeti Intézetben dolgozott. 1953-ban visszatért Árvába és az Árvai Múzeum igazgatója lett. Ásatásokat végzett többek között Alsókubin-Trninyn, Felsőkubin-Tupá skalán, Isztebnén, Nizsnán, Temetvényen és másutt. Helytörténeti munkái jelentek meg Alsókubinról, Nagyfaluról, Podbjelről.

## Főbb művei
- 1967 Oravský zámok
- 1980 Čaro kresaného dreva, ľud Oravy v minulosti
- 1987 Orava v praveku. Martin.